# Francisc Vaștag
Francisc Vaștag (Reșița, 26 de noviembre de 1969) es un deportista rumano que compitió en boxeo.
Ganó cuatro medallas en el Campeonato Mundial de Boxeo Aficionado entre los años 1989 y 1995, y dos medallas de oro en el Campeonato Europeo de Boxeo Aficionado, en los años 1993 y 1996.
Participó en tres Juegos Olímpicos de Verano, entre los años 1988 y 1996, ocupando el quinto lugar en Barcelona 1992, en el peso welter.

## Palmarés internacional
| Campeonato Mundial | Campeonato Mundial  | Campeonato Mundial | Campeonato Mundial |
| Año                | Lugar               | Medalla            | Categoría          |
| ------------------ | ------------------- | ------------------ | ------------------ |
| 1989               | Moscú (URSS)        | Medalla de oro     | 67 kg              |
| 1991               | Sídney (Australia)  | Medalla de bronce  | 67 kg              |
| 1993               | Tampere (Finlandia) | Medalla de oro     | 71 kg              |
| 1995               | Berlín (Alemania)   | Medalla de oro     | 71 kg              |
| Campeonato Europeo |                     |                    |                    |
| Año                | Lugar               | Medalla            | Categoría          |
| 1993               | Bursa (Turquía)     | Medalla de oro     | 71 kg              |
| 1996               | Vejle (Dinamarca)   | Medalla de oro     | 71 kg              |